# Sveaplan, Eskilstuna

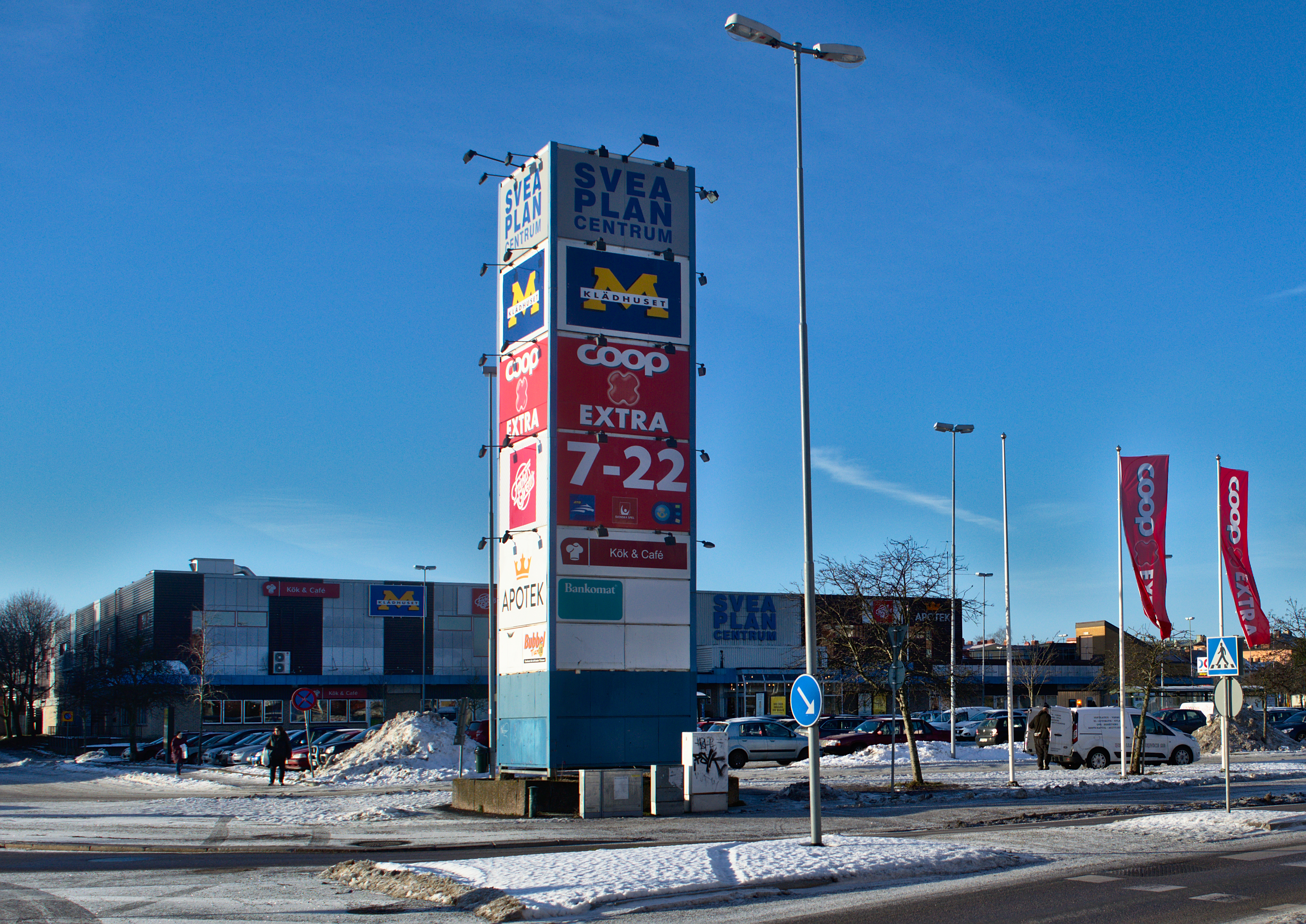
Sveaplans köpcentrum sett från cirkulationsplatsen.

Sveaplan är en handelsplats och cirkulationsplats strax öster om Eskilstuna centrum där vägarna Kungsvägen, Intagsgatan och Sveavägen möts.
Där finns Coop Extra, M-huset (kläder), apotek, post, cafeteria och sedan mitten av 2014 har även Friskis & Svettis sina lokaler här.